# ابن عرس السهوب المنتن
ابن عرس السهوب المنتن (الاسم العلمي: Mustela eversmanii) (بالإنجليزية: Steppe Polecat)‏ هو نوع من الحيوانات يتبع جنس ابن عرس من فصيلة العرسيات.